# یک، دو، سه
یک، دو، سه (به انگلیسی: One، Two، Three) فیلمی کمدی از بیلی وایلدر است که در سال ۱۹۶۱ منتشر شد.